# Sigurd Røen
Sigurd Røen (ur. 12 lutego 1909 w Rindal  – zm. 17 września 1992) – norweski biegacz narciarski i specjalista kombinacji norweskiej, dwukrotny złoty medalista mistrzostw świata.

## Kariera
W 1935 roku wystartował na mistrzostwach świata w Wysokich Tatrach zajmując piąte miejsce w kombinacji norweskiej. Dwa lata później, podczas mistrzostw świata w Chamonix zwyciężył w kombinacji norweskiej, wyprzedzając swego rodaka Rolfa Kaarby'ego oraz Aarne Valkamę z Finlandii. Na tych samych mistrzostwach wspólnie z Annarem Ryenem, Oskarem Fredriksenem i Larsem Bergendahlem zdobył złoty medal w sztafecie 4x10 km.
Ponadto na mistrzostwach Norwegii zdobył brązowe medale w kombinacji norweskiej w latach 1937 i 1938 oraz srebrne medale w kombinacji w 1938 roku oraz w biegu na 30 km w 1935 roku.
Jego starszy brat - John Røen również reprezentował Norwegię w biegach narciarskich.

## Osiągnięcia w kombinacji norweskiej

### Mistrzostwa świata
| Miejsce | Dzień     | Rok  | Miejscowość   | Konkurencja   | Czas biegu | Strata     | Zwycięzca      |
| ------- | --------- | ---- | ------------- | ------------- | ---------- | ---------- | -------------- |
| 5.      | 13 lutego | 1935 | Wysokie Tatry | Indywidualnie | 427,60 pkt | -60,30 pkt | Oddbjørn Hagen |
| 1.      | 12 lutego | 1937 | Chamonix      | Indywidualnie | 441,10 pkt | -          | -              |

## Osiągnięcia w biegach narciarskich

### Mistrzostwa świata
| Miejsce | Dzień     | Rok  | Miejscowość | Konkurencja      | Czas biegu | Strata | Zwycięzca |
| ------- | --------- | ---- | ----------- | ---------------- | ---------- | ------ | --------- |
| 1.      | 18 lutego | 1937 | Chamonix    | Sztafeta 4x10 km | 3:06,07    | -      | -         |